# Carpophilus maculatus
Carpophilus maculatus är en skalbaggsart som beskrevs av Murray 1864. Carpophilus maculatus ingår i släktet Carpophilus och familjen glansbaggar. Inga underarter finns listade i Catalogue of Life.